# Alojzy Sroga

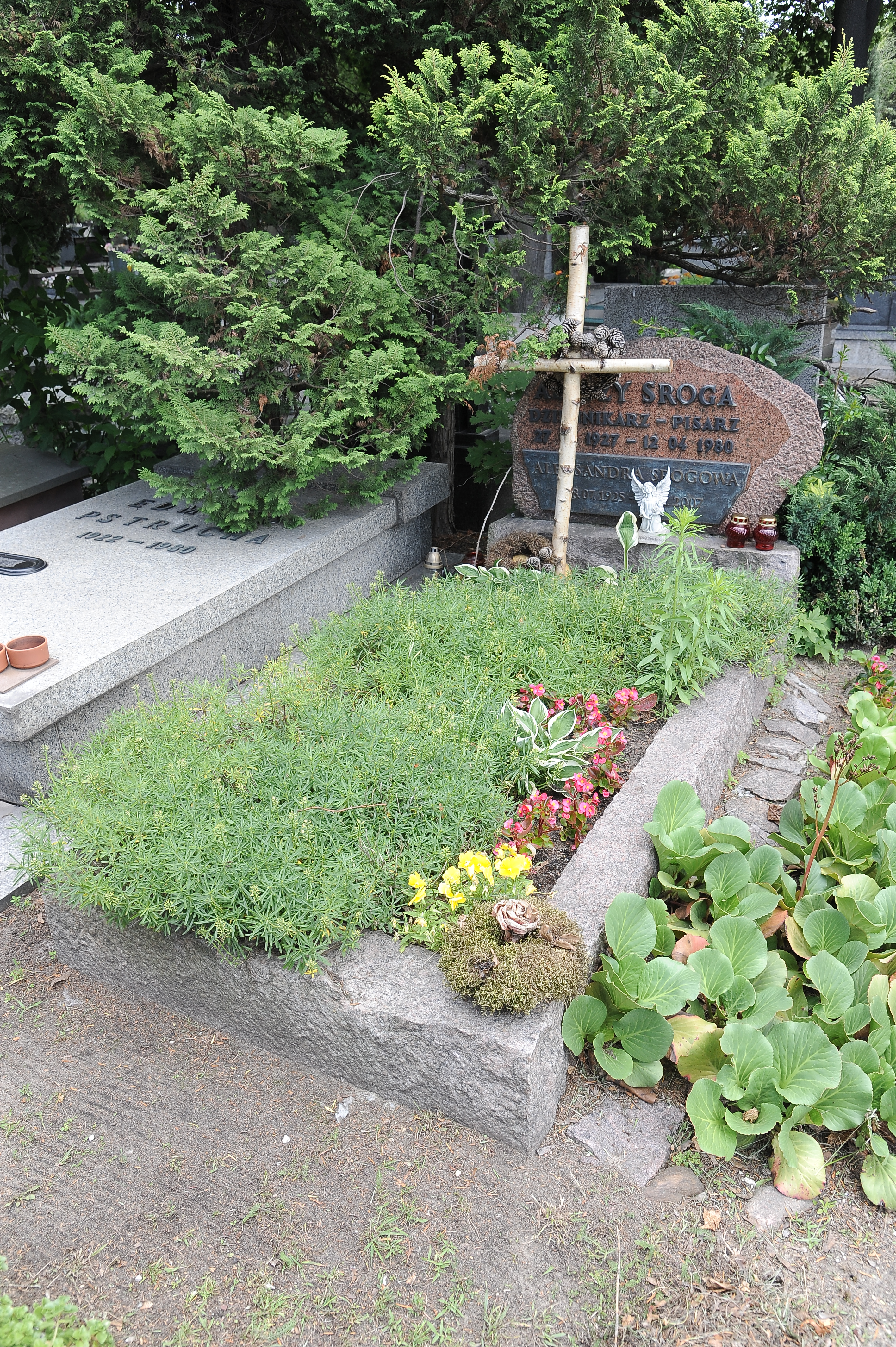
Grób Alojzego Srogi na warszawskim Cmentarzu Wojskowym na Powązkach

Alojzy Sroga (ur. 27 lipca 1927 w Lublinie, zm. 12 kwietnia 1980 w Warszawie) – major Wojska Polskiego, prozaik-publicysta, magister chemii.

## Życiorys
Ukończył studia na Wydziale Matematyczno-Przyrodniczym (chemię) na UMCS oraz kursy Ośrodka Dziennikarskiego w Warszawie. W okresie okupacji służył początkowo w Armii Krajowej, zaś w latach 1944-1946 w Ludowym Wojsku Polskim, jako zastępca dowódcy 2 kompanii fizylierów do spraw polityczno-wychowawczych 7 pułku piechoty. Brał udział w bitwie o Kołobrzeg. Jako pisarz debiutował na łamach czasopisma wojskowego „Na zachód” w 1944 roku. W latach 1948–1949 był stypendystą w Czechosłowacji. Od 1951 roku mieszkał w Warszawie. Pracował początkowo w prasie, potem w Polskim Radiu. Od 1960 był zastępcą redaktora naczelnego III Programu. Pochowany na cmentarzu Powązki Wojskowe w Warszawie (kwatera B35-5-9).
Zarządzeniem Nr Pf 25/Org. szefa Sztabu Generalnego WP z 12 kwietnia 1985 Liceum Wojskowe w Lublinie otrzymało imię mjr. Alojzego Srogi.

## Orderyiodznaczenia
- Krzyż Komandorski Orderu Odrodzenia Polski
- Krzyż Kawalerski Orderu Odrodzenia Polski
- Krzyż Walecznych – dwukrotnie
- Srebrny Krzyż Zasługi – dwukrotnie
- Złota Odznaka honorowa „Za Zasługi dla Warszawy” (1970)[2]

## Nagrody
- 1967 – nagroda III stopnia Ministra Obrony Narodowej za tom Święci
- 1973 – nagroda I stopnia Ministra Obrony Narodowej za Początek drogi Lenino
- Honorowe obywatelstwo Czaplinka (1966)[3]

## Wybrana bibliografia
- Jednostka 08205
- Na dawnych okopach
- Pożegnania i powroty
- W kraju tulipanów, krów i polderów
- 13 wujkowych opowieści o żołnierskim ekwipunku
- Ziemia i ludzie
- Akt pierwszy
- Studenckie lata
- Święci?
- Adam
- Chłopcy spod Lenino
- Moje pokolenie
- Początek drogi Lenino
- Chłopcy w Berlinie
- Lenino 1943
- Szoferacy
- Do zwycięstwa przez 30 rzek
- Na drodze stał Kołobrzeg
- Saperskie opowieści